# Gare de Rosslare Europort
La gare de Rosslare Europort (en anglais: Rosslare Europort railway station; en irlandais: Stáisiún Calafort Ros Láir) est une gare ferroviaire de Rosslare dans le comté de Wexford en Irlande. La gare sert aussi de connexion pour les ferries à destination ou en provenance de Cherbourg et de Roscoff, en France.

## Histoire
La station est ouverte le 30 août 1906.

## Service des voyageurs

### Intermodalité

Installations et desserte de la gare
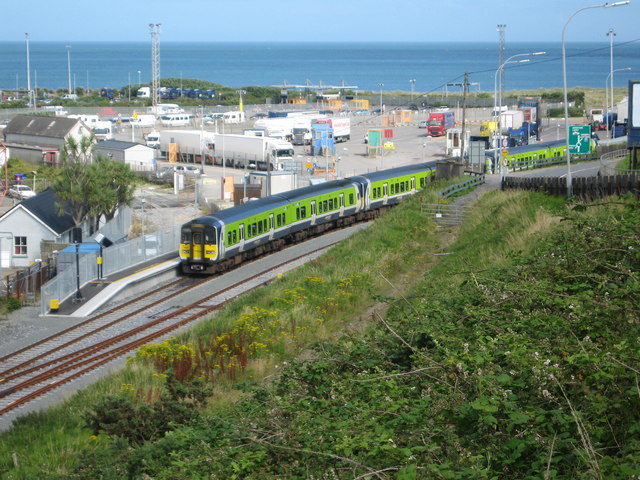
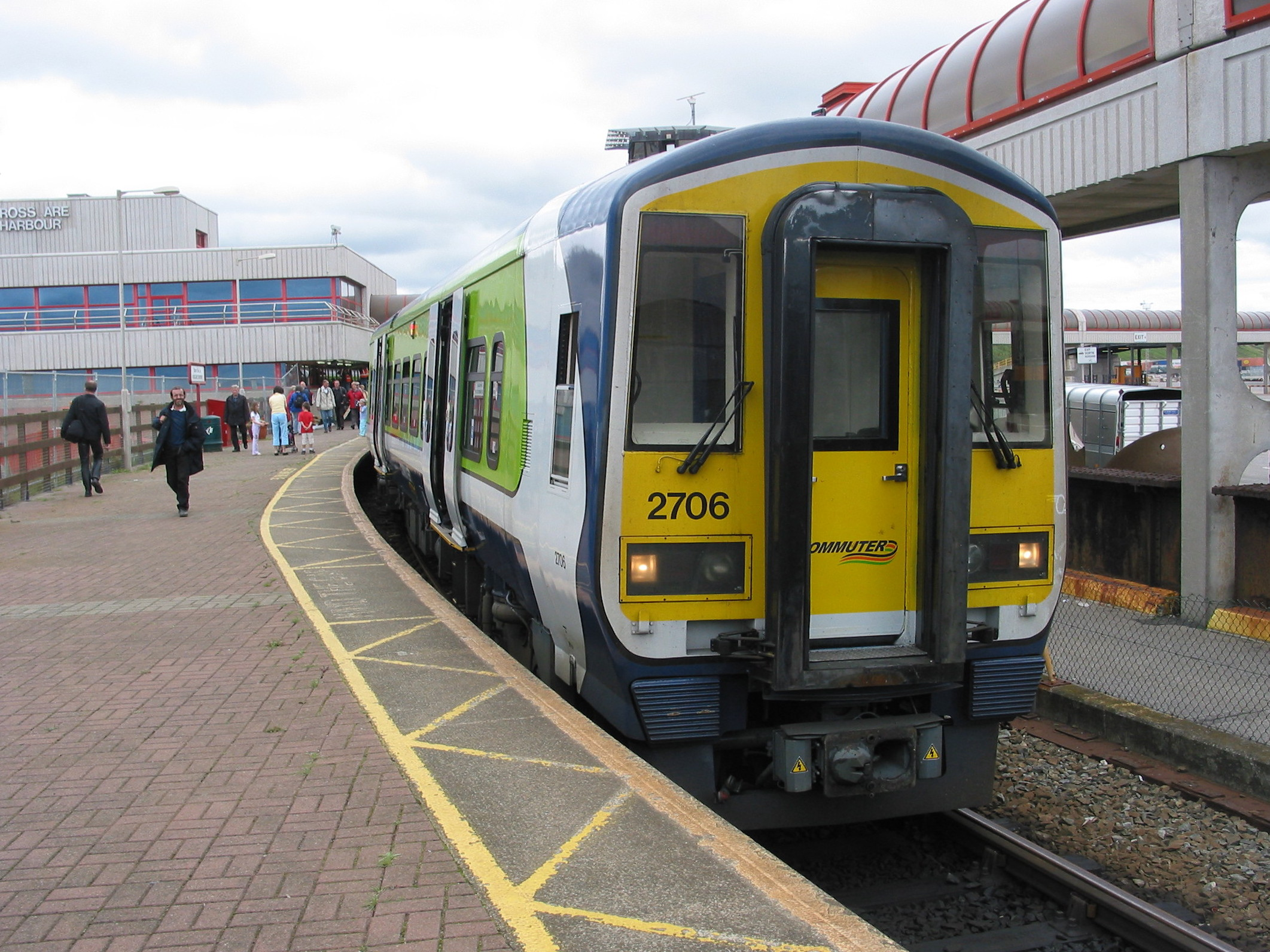